# 大光寺圭
大光寺 圭（だいこうじ けい、1979年11月2日 - ）は、神奈川県綾瀬市出身の女性シンガーソングライター。2005年「ピーチムーン」でインディーズデビュー。2006年7月26日マキシシングル「待ち合わせをしましょう」でメジャー・デビュー。ガールズバンド“ラムネ”（2004年4月解散）ではギター・ボーカルとして活動。看護師・書道6段（師範）の資格も有する。
現在、地元・綾瀬市を拠点にシンガーソングライターとして活動する傍ら、看護師としても働き、毎年9月に開催されている「あやせ音楽祭」実行委員長も務める。

## 略歴
- 小学校6年 - 父の影響で吉田拓郎に興味を抱き父の古いスティール弦アコースティックギターを弾く。
- 高校時 - バンドを組む。この頃はオールディーズのコピーが主体。
- 高校2年時 - (当時)（財）大和市余暇活動推進公社主催による高校生の為のバンド大会「Let's」の実行委員を務める一方で、自らも組んでいたバンドで大会に参加。
- 高校3年時 - 1800組の応募から勝ち抜き、横浜スタジアムで開催されたYOKOHAMA HIGH SCHOOL HOT WAVE FESTIVALの決戦大会に出場、ミュージシャンを目指すようになる。
- 看護学校に進学 - 学業と平行してバンド活動を続ける。
- 1998年 - ガールズバンド“ラムネ”結成。横浜のコミュニティFMでラジオパーソナリティを1年務める。
- 2003年4月 - “ラムネ”のインディーズ・ミニアルバムを発売。
- 2004年4月 - “ラムネ”解散。実家の経営する介護サービスを手伝いながら大光寺圭としての活動開始。
- 2005年 - ソロのインディーズ盤発売。
- 2006年7月
  - NACK5「The Nutty Radio Show おに魂」内にて「大光寺圭の気まぐれな夜」を9月まで担当。
  - 26日 - マキシシングル「待ち合わせをしましょう」でキングレコードからメジャー・デビュー。
- 2007年1月
  - 1日 - NACK5「The Nutty Radio Show おに魂」内にて「大光寺圭のぷらぷらな夜」を3月まで担当。同番組内で過去コーナーを持っていて別曜日に担当変更するのは初。
  - 11日 - 1stアルバム「ぷらぷら」発売。
- 2009年
  - 1月7日 - 「私の水平線」が、フジテレビ系列「ライオンのごきげんよう」のEDテーマとして7月1日まで採用される。　
  - 8月3日 - ブログにおいて7月でキングレコードとの契約が終了したと発表した。
- 2010年 - 結婚と出産が重なり音楽活動を休止。
- 2015年 - 活動再開。
- 2016年11月27日　活動再開後の初アルバム「TAMAMUSHI」発売[1]。
- 2019年9月28日　綾西バザール商店街において入場無料の音楽フェス「あやせ音楽祭」を初開催。
- 2023年9月2日　3年ぶりに「あやせ音楽祭」を綾瀬市オーエンス文化会館に会場変更の上、開催。以降、毎年同所において開催されている。

## ディスコグラフィー

### インディーズ期
|                | 発売日         | タイトル                | 曲目                                                | 備考                                      |
| インディーズ期 | インディーズ期 | インディーズ期          | インディーズ期                                      | インディーズ期                            |
| -------------- | -------------- | ----------------------- | --------------------------------------------------- | ----------------------------------------- |
| 1st            | 2003年4月4日   | ラムネ23                | 1. 萌黄 2. 告白 3. チラチラソング 4. 落葉の頃       | ソロデビュー前 （スリーピースバンド時代） |
| 2nd            | 2004年3月      | 花咲こう                | 1. 春咲こう 2. 街の流れの中で                       | ※自主制作※販売終了                        |
| 3rd            | 2004年5月      | 空へ                    | 1. 空へ 2. マジェンダ                               | ※自主制作※販売終了                        |
| 4th            | 2004年7月      | 街の流れの中で          | 1. 街の流れの中で 2. 赤いビートル 3. 机のうた       | アコギ3曲 ※自主制作※販売終了              |
| 5th            | 2004年11月     | 気まぐれな夜            | 1. 気まぐれな夜 2. 年末年始 3. 羊のウタ             | ※自主制作※販売終了                        |
| 6th            | 2004年9月      | 長後街道                | 1. 長後街道 2. マジェンダ 3. 声 4. 君ハユウ         | ※自主制作※販売終了                        |
| 7th            | 2005年5月25日  | ピーチムーン～大光寺 圭 | 1. ピーチムーン 2. あじさいの色 3. おやすみベイビー | インディーズCD                            |

### メジャー・デビュー後
|                      | 発売日               | タイトル                                | 曲目 | 備考                           |
| メジャー・デビュー後 | メジャー・デビュー後 | メジャー・デビュー後                    | メジャー・デビュー後 | メジャー・デビュー後           |
| -------------------- | -------------------- | --------------------------------------- | --- | ------------------------------ |
| 1st                  | 2006年7月26日        | 待ち合わせをしましょう                  | 1. 待ち合わせをしましょう 2. 街の流れの中で 3. 気まぐれな夜 | キングレコード                 |
| 2nd                  | 2007年1月11日        | ぷらぷら                                | 1. 待ち合わせをしましょう 2. 幸せは雲のように 3. 同じ風 4. こころのとげ 5. プカプカ 6. あのひとはいない 7. それができるなら 8. 珈琲を飲みに 9. ピーチムーン 10. 終わりのうた 11. 眠る前に                                             | キングレコード 1stソロアルバム |
| 3rd                  | 2007年11月21日       | だけど愛してる                          | 1. だけど愛してる 2. 年末年始 3. 時限爆弾ブルース 4. だけど愛してる〈オリジナルカラオケ〉 | キングレコード                 |
| 4th                  | 2009年1月21日        | 私の水平線                              | 1. 私の水平線 2. 四月の風に吹かれて 3. 私の水平線〈オリジナルカラオケ〉 4. 四月の風に吹かれて〈オリジナルカラオケ〉 | キングレコード                 |
| 5th                  | 2010年3月31日        | だいこうじけいです! 愛してる? 愛してる! | 1. 気まぐれムーサ 2. 白い鳥居 3. 私が知ってる 4. 列車はまるで 5. 都会のシンフォニー 6. 私は君の風なりたい 7. ケセランパサラン 8. 夢の国、日本 9. 桜、咲く 10. 寝顔 11. 蝶々結び 12. ただいま、おかえり、いってらっしゃい 13. 机のうた | 2ndソロアルバム                |
| 6th                  | 2016年11月27日       | TAMAMUSHI                               | 1. 6月にデートしよう 2. 今の若い人は 3. 天使のあいらぶゆー 4. いっぱい 5. あとはハーモニカ 6. イルミネーション 7. 想像する 8. ハッピーバレンタイン 9. 雨と夜の街 B1.マジェンダ B2.声 B3.君ハユウ B4.長後街道                          | 3rdソロアルバム                |
| 7th                  | 2019年12月31日       | 今日の輝きを                            | 1. 今日の輝きを 2. ノスタルジックな愛のうた～綾西バザール商店街のうた～ 3. 本当はこの空を見上げて 4. バイバイ&サンキュー |                                |
| 8th                  | 2020年3月29日        | 私は君の風になりたい                    | 1. 私は君の風になりたい 2. ママより 3. 愛のうた |                                |
| 9th                  | 2020年4月13日        | Soul Order                              | 1. 助蔵ブルース 2. 火の玉市兵衛の娘～斎藤きちのうた 3. 白い蹉跌2020 4. 助蔵ブルース〈オリジナルカラオケ〉 5. 火の玉市兵衛の娘～斎藤きちのうた〈オリジナルカラオケ〉 6. 白い蹉跌2020〈オリジナルカラオケ〉                             |                                |

## 出演
YouTube番組
「大光寺圭のサンデーセブンティーン!」大光寺圭チャンネル(日)17：00～18:00　supported by 横浜PBC-network　STUDIO
終了番組
NACK5(火)21:40～21:55（The Nutty Radio Show おに魂内）
「大光寺圭の気まぐれな夜」2006年7月～9月
「大光寺圭のぷらぷらな夜」2007年1月～3月
「大光寺圭のみーんな愛してる!」2007年10月～2008年6月
「大光寺 圭 また始まる!」2009年4月～6月
「大光寺圭の I LOVE 70's」
ラジオ日本 （土）8:00～8:30
京都放送ラジオ （土）21:30～21:50
大分放送ラジオ （土）21:30～22:00
茨城放送ラジオ （日）20:30～21:00
ラジオ沖縄 （日）18:40～19:00
「大光寺圭　音楽（おと）の水平線」
ラジオ沖縄（日）19:30～20:00
新潟放送ラジオ（月）20:00～20:30
山形放送ラジオ（月）21:30～21:55

## サポートメンバー
- 大光寺圭楽団

Guitar ジョニーさだお
Sax ズーラシーボ太郎
Base 白井健一
Drums 野口薫

## カラオケ配信曲
| 曲名                   | 曲番号/リクエスト番号  | 備考                   |                        |                        |
| JOYSOUND（エクシング） | JOYSOUND（エクシング） | JOYSOUND（エクシング） | JOYSOUND（エクシング） | JOYSOUND（エクシング） |
| ---------------------- | ---------------------- | ---------------------- | ---------------------- | ---------------------- |
| 私の水平線             | 933640                 |                        |                        |                        |
| だけど愛してる         |                        | スマホサービスのみ     |                        |                        |
| DAM（第一興商）        |                        |                        |                        |                        |
| 待ち合わせをしましょう | 1076-71                |                        |                        |                        |
| 私の水平線             | 4030-36                |                        |                        |                        |
| プカプカ               | 4139-17                |                        |                        |                        |
| だけど愛してる         | 4185-50                |                        |                        |                        |